# Utetes topali
Utetes topali är en stekelart som först beskrevs av Papp 1985.  Utetes topali ingår i släktet Utetes och familjen bracksteklar. Inga underarter finns listade i Catalogue of Life.